# Dans les Forêts du Nord
Dans les Forêts du Nord (titre original : In the Forests of the North) est une nouvelle américaine de Jack London publiée aux États-Unis en 1902.

## Historique
La nouvelle est publiée initialement dans le Pearson's Magazine en septembre 1902, avant d'être reprise dans le recueil Les Enfants du froid en septembre 1902.

## Éditions

### Éditions en anglais
- In the Forests of the North, dans le Pearson's Magazine, septembre 1902.
- In the Forests of the North, dans le recueil Children of the Frost, New York, The Macmillan Co, septembre 1902.

### Traductions en français
- Dans les Forêts du Nord, traduit par Louis Postif, in L’Opinion, août 1923.
- Dans les Forêts du Nord, traduit par François Specq, Gallimard, 2016[1].

## Sources
- « Bibliographie de Jack London », sur jack-london.fr (consulté le 10 janvier 2024)